# Ali Shah di Terengganu
Ali Shah Ibni Sultan Sulaiman Badrul Alam Shah (Kuala Terengganu, 24 gennaio 1914 – Kuala Terengganu, 17 maggio 1996) è stato sultano di Terengganu in Malaysia dal 1942 al 1945.

## Biografia
Ali Shah di Terengganu nacque a Kuala Terengganu il 24 gennaio 1914 ed era figlio del sultano Ahmad Muadzam Shah II e di sua moglie Tengku Kulsum binti Sultan Muhammad Muazzam Shah. Dopo aver studiato presso la scuola "Sultano Sulaiman" di Kuala Terengganu, frequentò la St Andrew's School di Eastbourne e l'Università di Oxford. Il 29 gennaio 1942 il padre lo nominò suo erede con il titolo di Yang di-Pertuan Muda.
Il 25 settembre 1942 Ahmad Muadzam Shah II morì per avvelenamento del sangue. Il giorno successivo l'Amministrazione militare giapponese, che a quel tempo occupava la penisola malese, proclamò Sultan Ali nuovo sovrano.
Il 18 ottobre 1943 il governo thailandese guidato dal feldmaresciallo Plaek Pibulsonggram assunse la gestione del Terengganu dai giapponesi e continuò a riconoscere Sultan Ali come legittimo sultano.
Quando alla fine della seconda guerra mondiale gli inglesi riassunsero il controllo di quelle terre, si rifiutarono di riconoscere Sultan Ali, probabilmente perché fu troppo vicino ai giapponesi durante la loro occupazione. Secondo il sovrano, l'amministrazione militare britannica voleva la sua rimozione per il suo rifiuto di firmare il trattato dell'Unione malese.
L'Amministrazione britannica disapprovò anche la sua decisione di ripudiare la sua consorte ufficiale Tengku Putri Hajjah (figlia del sultano Abu Bakar di Pahang) e di aver preso in moglie una ex prostituta.
I tredici membri del Consiglio di Stato il 5 novembre 1945 confermarono la deposizione stabilita dai britannici il 29 settembre precedente e proclamarono suo successore Ismail Nasiruddin.
Sultan Ali Shah continuò a contestare la sua deposizione fino alla sua morte avvenuta a Kuala Terengganu il 17 maggio 1996. È sepolto nella moschea Zainal Abidin della città.

## Onorificenze
Segue la lista: